# Mannevillette
Pour les articles homonymes, voir Manneville.
Mannevillette est une commune française située dans le département de la Seine-Maritime en région Normandie.

## Géographie

### Localisation
|                  |               | Saint-Jouin-Bruneval |
| Cauville-sur-Mer | Mannevillette | Saint-Martin-du-Bec  |
|                  | Fontenay      | Rolleville           |

Cette commune est située sur la rive droite de la Seine, à une quinzaine de kilomètres du Havre, dans le canton d'Octeville-sur-Mer. Les communes frontalières sont Cauville-sur-Mer, Heuqueville, Notre-Dame-du-Bec, Rolleville, Fontenay.

### Hydrographie
La commune est située dans le bassin Seine-Normandie. Elle n'est drainée par aucun cours d'eau,.

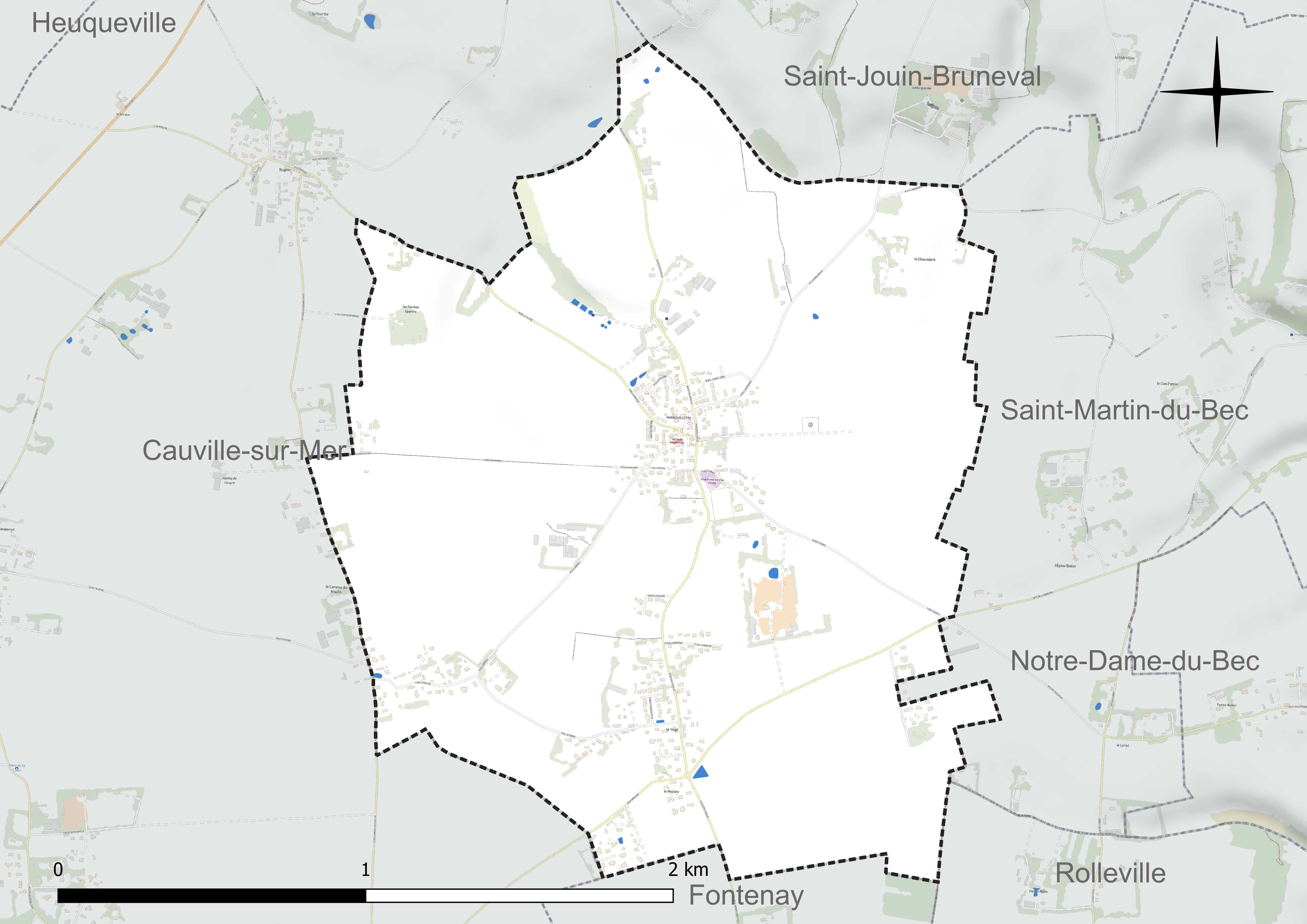
Réseau hydrographique de Mannevillette.

### Climat
Pour des articles plus généraux, voir Climat de la Normandie et Climat de la Seine-Maritime.
En 2010, le climat de la commune est de type climat océanique franc, selon une étude du CNRS s'appuyant sur une série de données couvrant la période 1971-2000. En 2020, Météo-France publie une typologie des climats de la France métropolitaine dans laquelle la commune est exposée à un climat océanique et est dans la région climatique Côtes de la Manche orientale, caractérisée par un faible ensoleillement (1 550 h/an) ; forte humidité de l’air (plus de 20 h/jour avec humidité relative > 80 % en hiver), vents forts fréquents. Parallèlement le GIEC normand, un groupe régional d’experts sur le climat, différencie quant à lui, dans une étude de 2020, trois grands types de climats pour la région Normandie, nuancés à une échelle plus fine par les facteurs géographiques locaux. La commune est, selon ce zonage, exposée à un « climat maritime », correspondant au Pays de Caux, frais, humide et pluvieux, légèrement plus frais que dans le Cotentin.
Pour la période 1971-2000, la température annuelle moyenne est de 10,4 °C, avec une amplitude thermique annuelle de 12,7 °C. Le cumul annuel moyen de précipitations est de 946 mm, avec 13,2 jours de précipitations en janvier et 8,5 jours en juillet. Pour la période 1991-2020, la température moyenne annuelle observée sur la station météorologique la plus proche, située sur la commune de Octeville-sur-Mer à 6 km à vol d'oiseau, est de 11,5 °C et le cumul annuel moyen de précipitations est de 790,7 mm,. Pour l'avenir, les paramètres climatiques de la commune estimés pour 2050 selon différents scénarios d'émission de gaz à effet de serre sont consultables sur un site dédié publié par Météo-France en novembre 2022.

## Urbanisme

### Typologie
Au 1er janvier 2024, Mannevillette est catégorisée commune rurale à habitat dispersé, selon la nouvelle grille communale de densité à sept niveaux définie par l'Insee en 2022.
Elle est située hors unité urbaine. Par ailleurs la commune fait partie de l'aire d'attraction du Havre, dont elle est une commune de la couronne,. Cette aire, qui regroupe 116 communes, est catégorisée dans les aires de 200 000 à moins de 700 000 habitants,.

### Occupation des sols
L'occupation des sols de la commune, telle qu'elle ressort de la base de données européenne d’occupation biophysique des sols Corine Land Cover (CLC), est marquée par l'importance des territoires agricoles (100 % en 2018), une proportion identique à celle de 1990 (100 %). La répartition détaillée en 2018 est la suivante : 
terres arables (74,9 %), zones agricoles hétérogènes (19,8 %), prairies (5,3 %). L'évolution de l’occupation des sols de la commune et de ses infrastructures peut être observée sur les différentes représentations cartographiques du territoire : la carte de Cassini (XVIIIe siècle), la carte d'état-major (1820-1866) et les cartes ou photos aériennes de l'IGN pour la période actuelle (1950 à aujourd'hui).

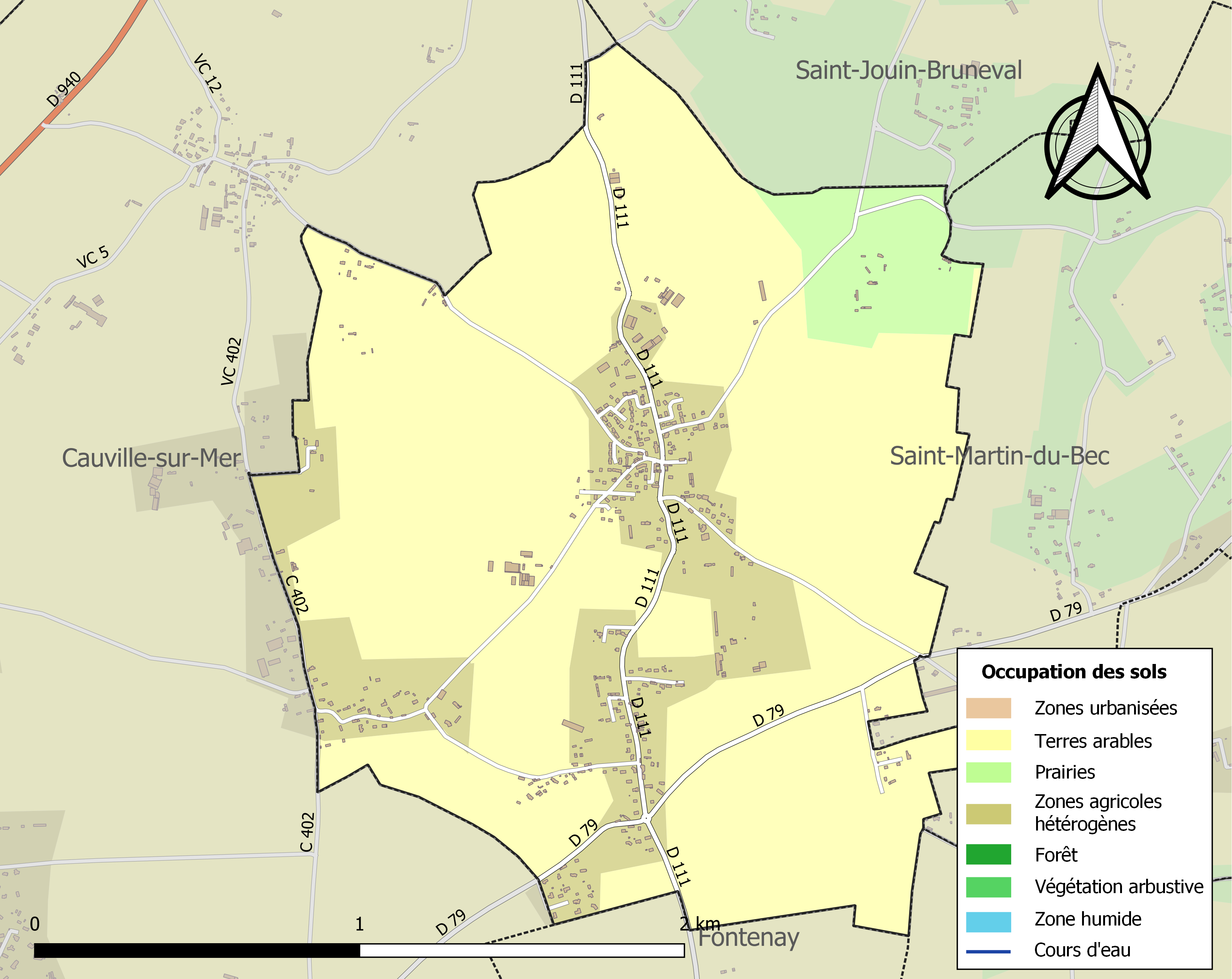
Carte des infrastructures et de l'occupation des sols de la commune en 2018 (CLC).

## Toponymie

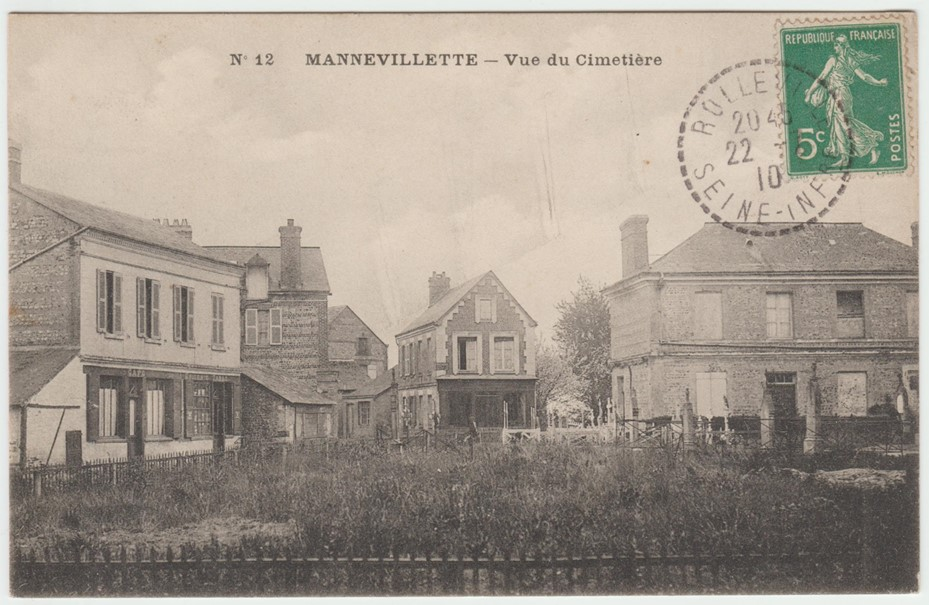
Photographie ancienne du cimetière de Mannevillette.

Le nom de la localité correspond au latin Magna villa, le "grand domaine", la "grande propriété", suivi du suffixe diminutif -ette qui n'apparaît qu'au XIIIe siècle. Il est attesté sous les formes Manneville avant 1087 ; Mannevilla au XIIe siècle ;  Ecclesia de Magneville avant 1180 ; Ecclesia de Magnavilla en 1181 et 1183 ; Magna Villeta vers 1240 ; Magnevilete en 1252 ; Apud Magnam Villetam en 1262 ; Ecclesia de Magnevilete en 1263 ; Apud Magnam Villetam en 1296 ; Parrochia de Magnevillete en 1300 ; Magnevillete en 1319 ; Magnavilletta en 1337 ; Mangnevillette en 1383 ; A Mannevillette entre 1411 et 1467 ; Magnevillette en 1431 (Longnon) ; Magnevilleta en 1469 ; Mannevillette Saint Flossel en 1473 ; Notre Dame de Mannevillette en 1713 ; Maneville en 1715 (Frémont) ; Manevillette en 1757 (Cassini).
Vers 1240, Magna Villa devient Magna Villeta ; vraisemblablement pour le distinguer d'un autre "grand domaine" Manneville, situé à quatre lieues environ, devenu, vers 1210, Manneville-la-Goupil.

## Politique et administration

### Intercommunalité
La commune de Mannevillette est membre de la communauté de l'agglomération havraise (CODAH).

### Liste des maires
| Période                                  | Période                    | Identité              | Étiquette | Qualité |
| ---------------------------------------- | -------------------------- | --------------------- | --------- | --- |
| Les données manquantes sont à compléter. |                            |                       |           | |
| 20 mars 1989                             | 29 mars 2014               | Daniel Fidelin        | UMP       | Assureur Député de la Seine-Maritime (9e circ.) (2002 → 2012) Maire de Montivilliers (2014 → ) Conseiller général de Montivilliers (1991 → 2015) Vice-président de la CODAH (2014 → 2018) Vice-président de la CU Le Havre Seine Métropole (2019 → 2020) |
| 2014                                     | mai 2020                   | M. Dominique Grancher |           | |
| mai 2020,                                | En cours (au 10 août 2020) | Patrick Fontaine      |           | Retraité d'EDF |

## Démographie
L'évolution du nombre d'habitants est connue à travers les recensements de la population effectués dans la commune depuis 1793. Pour les communes de moins de 10 000 habitants, une enquête de recensement portant sur toute la population est réalisée tous les cinq ans, les populations de référence des années intermédiaires étant quant à elles estimées par interpolation ou extrapolation. Pour la commune, le premier recensement exhaustif entrant dans le cadre du nouveau dispositif a été réalisé en 2007.

En 2022, la commune comptait 926 habitants, en évolution de +9,98 % par rapport à 2016 (Seine-Maritime : +0,35 %, France hors Mayotte : +2,11 %).
| 1793 | 1800 | 1806 | 1821 | 1831 | 1836 | 1841 | 1846 | 1851 |
| ---- | ---- | ---- | ---- | ---- | ---- | ---- | ---- | ---- |
| 371  | 361  | 368  | 635  | 352  | 346  | 327  | 301  | 349  |

| 1856 | 1861 | 1866 | 1872 | 1876 | 1881 | 1886 | 1891 | 1896 |
| ---- | ---- | ---- | ---- | ---- | ---- | ---- | ---- | ---- |
| 345  | 360  | 352  | 359  | 363  | 344  | 328  | 363  | 340  |

| 1901 | 1906 | 1911 | 1921 | 1926 | 1931 | 1936 | 1946 | 1954 |
| ---- | ---- | ---- | ---- | ---- | ---- | ---- | ---- | ---- |
| 337  | 358  | 365  | 343  | 350  | 333  | 284  | 318  | 321  |

| 1962 | 1968 | 1975 | 1982 | 1990 | 1999 | 2006 | 2007 | 2012 |
| ---- | ---- | ---- | ---- | ---- | ---- | ---- | ---- | ---- |
| 307  | 324  | 375  | 385  | 543  | 690  | 813  | 831  | 809  |

| 2017 | 2022 | - | - | - | - | - | - | - |
| ---- | ---- | - | - | - | - | - | - | - |
| 868  | 926  | - | - | - | - | - | - | - |

## Culture locale et patrimoine

### Lieux et monuments
- Cynodrome ;
- Golf de Mannevillette ;
- Église Notre-Dame-de-l'Assomption.

### Personnalités liées à la commune
- Jean-Baptiste-Nicolas-Denis d'Après de Mannevillette (1707-1780), marin et hydrographe.

### Héraldique
| Armes de Mannevillette | Les armes de la commune de Mannevillette se blasonnent ainsi : De gueules à trois épis de blé d'or ; au chef cousu d'azur à trois étoiles d'or ; le tout enfermé dans une filière d'or. |